# Copidosoma athepi
Copidosoma athepi is een vliesvleugelig insect uit de familie Encyrtidae. De wetenschappelijke naam is voor het eerst geldig gepubliceerd in 2005 door Guerrieri & Noyes.